# 櫻井由香
櫻井 由香（さくらい ゆか、1974年9月2日 - ）は、日本の元女子バレーボール選手。

## 来歴
岐阜県海津市出身。小学校5年生の時にバレーボールを始める。養老女子商業高校（現・大垣養老高校）では、春高バレー・インターハイ・国体に出場した。
1993年、当時実業団リーグの日本電装（現・デンソーエアリービーズ）に入部。当初はレフトプレーヤーとしてプレーしていたが、リベロ制が導入された1998年にリベロへ転向する。
1999年、ワールドカップへ出場し、全日本リベロとして活躍。2001年にはグラチャンで銅メダルを獲得した。2005年には主将として、デンソーの第11回Vリーグ第3位に貢献し、ベストリベロ賞を獲得した。安定したサーブレシーブと読みのいいディグ、ガッツあるプレーで、2005年に全日本代表へ再選出された。同年のワールドグランプリ、アジア選手権などに出場した。11月のグラチャンにおいてベストリベロ賞を獲得した。
2008年、2007/08プレミアリーグにおいて大貫美奈子に次ぐVリーグ通算1000セット出場を達成。チーム初となる準優勝に貢献した。同年4月、Vリーグ出場試合が279試合となり、2007年にリーグ40回大会を記念し創設された『Vリーグ特別表彰制度』の表彰基準を達成したため、長期活躍選手として特別表彰された。
同年5月に行われた北京五輪世界最終予選にはレシーバーとして出場し、五輪出場権獲得に貢献した。北京オリンピックの代表メンバーに選ばれた。
2010年、平成22年度全日本バレーボール選手権大会で初優勝を達成し、日本一を経験した。また、2010/11Vプレミアリーグ中の岡山シーガルズ戦で通算出場試合350試合の新記録を達成した。
2012年3月、第一線における長年の活躍に対して、Vリーグ特別賞が授与された。
2012年4月、第61回黒鷲旗をもって引退が発表され、5月1日の同大会（大野石油戦）が引退試合として行われた。
2012年6月よりVリーグ機構に出向して、事務局員となり機構の業務に携わることが発表された。

## エピソード
- エビというニックネームの由来は、卒業した高校が岐阜県立養老女子商業高等学校という名前で「養老」が「海老」に似ているということから来ている。
- デンソーに入団後、レフトで試合に出場していた当時、クロアチア代表エースのバーバラ・イエリッチの対角で出場していた。
- チームの本拠地である愛知県西尾市の中学校などで、バレーボール指導を積極的に行っている。
- 小学生の時の夢が「バレーボールの全日本選手になる」であり、その夢を叶えた。
- 2005年のグラチャン前の合宿では失神寸前となるほどレシーブ練習を行った。このとき、全日本代表を率いていた柳本晶一がリベロ専門のポジションが櫻井だけであったこともあり、徹底的に鍛えぬいた。
- 平成22年度全日本バレーボール選手権大会で初優勝を飾った。チームは第57回黒鷲旗大会で日本一を経験していたが全日本合宿のため、同大会へは出場していなかった。このため、櫻井自身は初の日本一を果たしたことになった。

## 所属チーム
- 石津バレーボール少年団
- 海津市立南濃中学校（現・海津市立城南中学校）
- 岐阜県立養老女子商業高等学校（現・岐阜県立大垣養老高等学校）
- 日本電装/デンソーエアリービーズ（1993-2012年）

## 球歴
- 全日本代表 - 1998-2002年、2005年、2007-2008年
- 全日本代表としての主な国際大会出場歴
  - オリンピック - 2008年
  - ワールドカップ - 1999年

## 受賞歴
- 2005年 - 第11回Vリーグ ベストリベロ賞
- 2005年 - ワールドグランドチャンピオンズカップ ベストリベロ賞
- 2008年 - 2007/08プレミアリーグ Vリーグ栄誉賞
- 2012年 - Vリーグ特別賞